# 토션 바
토션 바(torsion bar)는 금속 봉을 비틀 때의 반발력을 이용한 용수철의 일종이다.

## 개요
같은 중량일 때 코일 스프링에 비해 보존(흡수)할 수 있는 에너지가 크기 때문에, 보다 경량화할 수 있다. 또 가늘고 곧기 때문에 공간 효율이 높다. 대부분 속이 찬 강봉이지만, 중공(강관)인 것도 있다.

## 용도

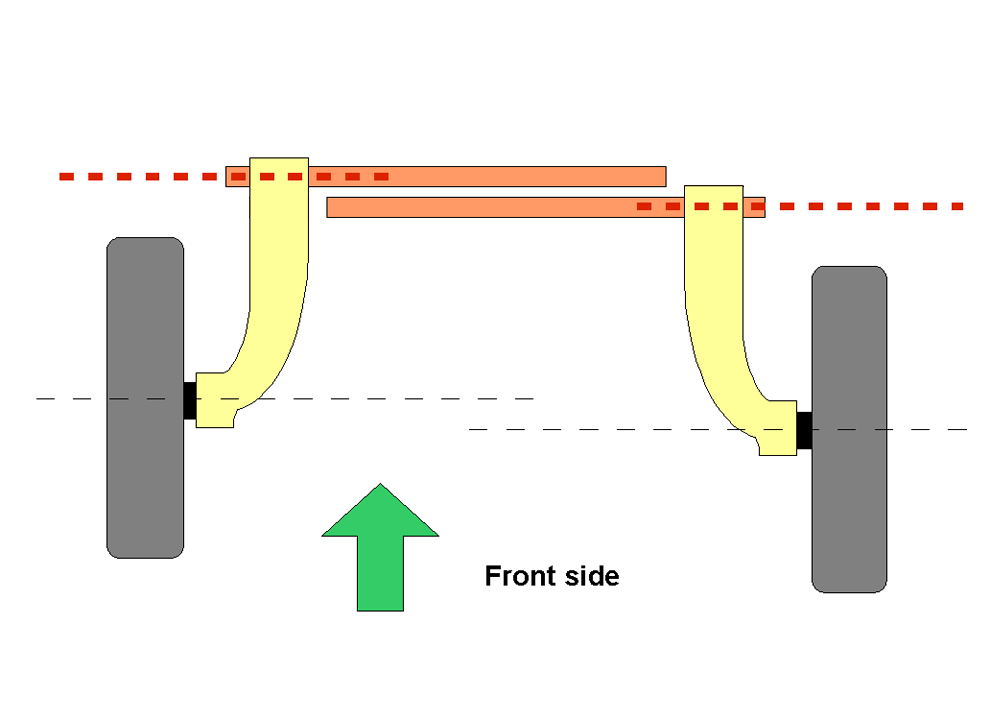
자동차에서의 좌우 비대칭의 예.
좌우의 휠 베이스도 다르다.

차랑용 서스펜션으로서는, 다른 용수철에 비해 지지하는 하중이 큰 경우에도 용수철 자체의 중량 증가가 적기 때문에, 전차나 트럭, 트레일러(피견인차) 등에서 많이 사용된다.
스윙 액슬이나 더블 위시본 식 서스펜션과는 종치(縱置)로, 트레일링 암과는 횡치(橫置)로 각각 조합된다. 자동차의 후륜이나 무한궤도에서는 횡치된 복수의 토션 바의 간섭을 막기 위해, 좌우의 구조가 비대칭이 되는 경우가 있다.